# PocketStation
PocketStation es la primera videoconsola portátil de videojuegos creada por Sony, y la segunda consola de Sony en ser diseñada por Ken Kutaragi, además de ser la competidora de Game Boy Color de Nintendo, la VMU de la Dreamcast de Sega, y la Neo Geo Pocket Color de SNK. Fue enfocada a ser una tarjeta de memoria interactiva, lanzada exclusivamente en Japón, el 23 de enero de 1999 para la primera PlayStation, creada como respuesta a la Game Boy Color de Nintendo, y al VMU de la Dreamcast de Sega. Contiene una pantalla LCD, altavoces, un reloj de tiempo real e infrarrojos. También se utilizaba como tarjeta de memoria para la videoconsola.
Los juegos para esta portátil venían en los mismos CD-ROM de los juegos de PlayStation, en los que hacía incluir nuevas características. Por ejemplo, en el videojuego Final Fantasy VIII, se incluía un minijuego llamado Chocobo World, donde, si se jugaba, se podía conseguir una invocación para el juego de Squaresoft. En el videojuego Yu-Gi-Oh! Forbidden Memories, facilitaba la obtención de cartas que de otro modo eran imposibles de obtener o sus requerimientos eran difíciles para el jugador. 
Otra gran característica era como algunos juegos eran porteados al dispositivo con diferencias de jugabilidad o estilo visual, prueba de ello era el Rockman Complete Works, un compilado de los primeros 6 juegos de la franquicia Mega Man. Aunque también se podían conseguir videojuegos multijugador, usando otras portátiles como solía hacerlo la Game Boy.
Aunque no se comercializó fuera del mercado japonés a causa de las bajas ventas, cupo la posibilidad de que empezase a venderse fuera de su país de origen, ya que, por ejemplo, la versión de Final Fantasy VIII de otras regiones, como la europea o americana, permitían jugar al videojuego Chocobo World si se poseía una PocketStation. Aun así, se lanzó una pequeña remesa en tiendas Argos del Reino Unido.

## Especificaciones técnicas
| Característica | Especificación                                        |
| -------------- | ----------------------------------------------------- |
| Dimensiones    | 64 x 42 x 13,5 mm                                     |
| Peso           | 30 gramos                                             |
| CPU            | ARM7T (32 bit Procesador RISC)                        |
| Memoria        | SRAM 2 Kb, Flash RAM 128 Kb                           |
| Pantalla       | LCD 3,2 x 3,2 pulgadas, monocromática                 |
| Sonido         | Mini altavoz (12 bit PCM)                             |
| Controles      | 5 botones de control, 1 botón para encender y apagar. |
| Infrarrojos    | Sí, bidireccionales                                   |
| Batería        | Ion-litio                                             |

## Juegos compatibles
- All Japan Pro Wrestling
- Arc the Lad III
- Armored Core: Master of Arena
- Battle Bug Story
- Be Pirates!
- Boku wa Koukuu Kanseikan
- Brightis
- Burger Burger 2
- Chaos Break
- Chocobo Stallion
- Crash Bandicoot 3: Warped
- Dance Dance Revolution 3rdMix
- Dance Dance Revolution 4thMix
- Dance Dance Revolution 5thMix
- Devil Summoner: Soul Hackers
- Digimon Tamers: Pocket Culumon
- Dokodemo Hamster 2
- Doko Demo Issho
- Final Fantasy VIII
- Fire Pro G
- Fish Hunter
- Gallop Racer 3
- Grandia
- Harvest Moon: Back to Nature
- Hello Kitty: White Present
- Hot Shots Golf 2
- I.Q. Final
- Jade Cocoon: Story of the Tamamayu[4]
- Koneko mo Issho
- Kyro-chan's Print Club
- Legend of Mana
- Love Hina 2
- Lunatic Dawn 3
- LMA Manager
- Medarot R Parts Collection[5]
- Metal Gear Solid: Integral
- Mister Prospector
- Monster Race
- Monster Farm 2
- Monster World
- Paqa
- Pi to Mail
- Pocket Digimon World:
  - Pocket Digimon World: Cool & Nature Battle Disc
  - Pocket Digimon World: Wind Battle Disc
- Pocket Dungeon
- Pocke-Kano Yumi
- Pocket MuuMuu[6]
- Pocket Tuner[7]
- Pocketan
- Pop'n Music 2
- Pop'n Music 3 Append Disc
- Pop'n Music 4 Append Disc
- PoPoRogue
- Prologue
- Rockman Complete Works
- Yu-Gi-Oh! Forbidden Memories